# Distrito de Bhilwara
Bhilwara (en hindi: भीलवाड़ा) es un distrito de la India en el estado de Rajastán. Su código ISO es IN.RJ.BW.
Comprende una superficie de 10 455 km².
El centro administrativo es la ciudad de Bhilwara.

## Demografía
Según el censo de 2011 contaba con una población total de 2 410 459 habitantes, de los cuales 1 185 976 eran mujeres y 1 224 483 varones.